# Olshøj

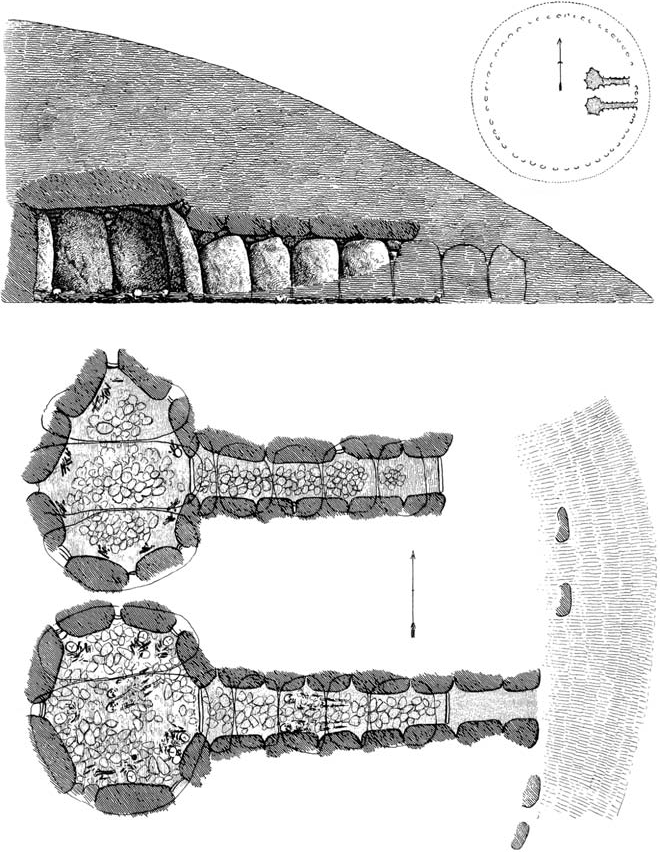
Grundriss und Querschnitt Doppelganggrab ohne gemeinsamen Trennstein; hier Snibhøj – A. P. Madsen

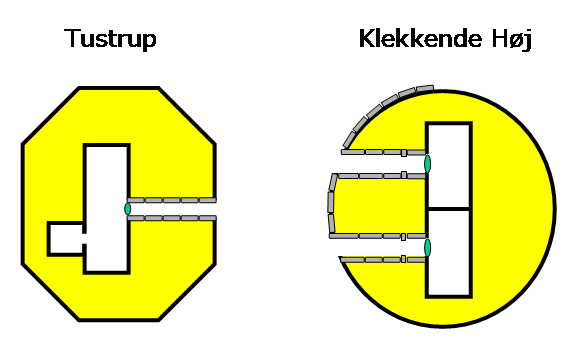
Prinzipskizze eines Doppelganggrabes – rechts

Der Olshøj (auch „Onshøj von Kærby“ genannt) ist ein Ganggrab am Kærbyvej 50 auf einem Bauernhof bei Rörby, auf der dänischen Insel Seeland.

## Beschreibung
Das Ganggrab wurde als Doppelanlage (dänisch Dobbelt- oder Tvillingejættestue) errichtet, indem zwei Kammern, die im selben Hügel liegen, an ihren benachbarten Schmalseiten einen gemeinsamen Tragstein und zwei getrennte Zugänge aufweisen. Das Großsteingrab stammt aus der Jungsteinzeit etwa 3500–2800 v. Chr. und ist eine Megalithanlage der Trichterbecherkultur (TBK). Das Ganggrab ist eine Bauform jungsteinzeitlicher Megalithanlagen, die aus einer Kammer und einem baulich abgesetzten, lateralen Gang besteht. Diese Form ist primär in Dänemark, Deutschland und Skandinavien, sowie vereinzelt in Frankreich und den Niederlanden zu finden.
Der West-Ost orientierte Olshøj liegt in einem Rundhügel von etwa 20 m Durchmesser und 1,5 m Höhe. Die größere westliche Kammer ist oval und 6,4 m lang und 2,6 m breit. Sie hat 15 Trag- und vier Decksteine. Der 3,6 m lange Gang hat drei Tragsteinpaare und drei Decksteine. Die östliche Kammer ist oval und 5,2 m lang und 2,9 m breit. Sie hat 12 Trag- und drei Decksteine. Der 3,6 m lange Gang hat zwei Tragsteinpaare und drei Decksteine. Die Kammern sind mit Überliegern auf eine Höhe gebracht, so dass man aufrecht stehen kann. Zwischen den Steinen ist Trockenmauerwerk erhalten. Die Randsteine des Hügels sind durch mittelgroße Steine ersetzt worden. Die Anlage wurde 2012 restauriert.
Etwa 400 m östlich liegen die Großsteingräber von Aldersro.